# 约翰·波普 (政治人物)
约翰·波普（英語：John Pope，1770年2月—1845年7月12日），是一名美国政治人物，他曾担任美国参议院肯塔基州参议员、美国众议院肯塔基州议员、肯塔基州州务卿、阿肯色领地第三任总督。

## 早期生涯
约翰·波普的父亲威廉·波普上校曾参加过美国独立战争。1770年，波普出生于弗吉尼亚威廉王子县。1779年，他父亲将全家搬到肯塔基，并在路易维尔市担任政府职位。约翰·波普在肯塔基巴德镇的塞勒姆学院上学，在年轻时因一次磨坊事故失去了一只手臂，被称为“独臂波普”，受此影响他决定学习法律。毕业后，波普抵达肯塔基莱克星顿的乔治·尼古拉斯办公室学习法律，乔治·尼古拉斯是1792年《肯塔基州宪法》的主要作者、也是肯塔基州第一位检察长。之后，他搬至斯普林菲尔德。在那里他获得了律师执照，并往返于华盛顿、谢尔比县和费耶特县从事法律工作。

## 政治生涯
1798年，波普成功经营着自己的律所，并以热心的联邦党人身份获得当地民众的赞誉，他本人也是亚历山大·汉密尔顿的忠实支持者。也因此，1799年他主张修改《1789年肯塔基州决议》，并反对此前规定的州宪法州权理论。1800年，波普改变了看法并转为支持托马斯·杰斐逊，成为了一名共和党人。1981年，他在肯塔基州参与组织当地的美国总统选举事务，并支持托马斯·杰斐逊竞选总统。1802年，波普当选为肯塔基州众议院议员。1806年至1807年，他又在众议院连任。
1807年，波普作为杰斐逊派共和党人当选为美国参议院议员，任期从1807年到1813年，他还在1810年和1811年的第11届美国国会期间担任美国参议院临时议长。在1812年战争问题上，他投了反对票，因为彼时他倾向于联邦党，但政治流言将这种不受欢迎的政治立场归咎于他妻子伊丽莎·约翰逊·波普的影响。她是约书亚·约翰逊和凯瑟琳·努斯（Catherine Nuth）的女儿，而伊丽莎年轻时随母亲在英国生活。这一政治事件导致他在1813年任期结束后没有竞选连任。他和妻子返回肯塔基州的列克星敦居住，在那里他重操律师旧业，并在特兰西瓦尼亚大学任教。
1816年至1819年，在肯塔基州州长加布里埃尔·斯劳特的领导下，波普出任肯塔基州州务卿。由于波普的联邦党人倾向以及在1812年战争问题上投反对票等背景，此次任命遭到肯塔基州共和党人的强烈反对。风波随后威胁到任命者加布里埃尔·斯劳特的政治地位，反对者质疑斯劳特继承州长的合法性。1819年，波普辞去州务卿职位，但史学家并不清楚此次决定是迫于州长压力，还是单纯为了竞选肯塔基州众议员（后来也未能当选）。
1825年至1829年，他担任肯塔基州参议院议员，还三次当选为美国众议院议员。最初他是以独立党人的身份当选，后来又以辉格党人的身份当选，并以肯塔基州第7选区议员进入美国众议院。
1828年美国总统选举期间，波普支持安德鲁·杰克逊竞选美国总统，并在肯塔基州和弗吉尼亚在为他拉票。作为回报，1829年杰克逊担任总统后，任命波普出任阿肯色领地总督。在担任总督期间，他安排肯塔基州建筑师吉迪恩·史莱克建造了老州府，它迄今仍是密西西比河以西现存最古老的州府。然而波普与杰克逊总统的关系由于美国第二银行问题产生分歧分裂。杰克逊总统基于美国南部选情等因素，拒绝延长美国第二银行营业授权，而波普则是银行的坚定支持者。波普向杰克逊提出建议，但遭到杰克逊的反对，1835年波普辞去了阿肯色总督职位。
1837年至1843年，他成功当选肯塔基州联邦议员，进入美国众议院。在废奴问题上，他坚持主张禁止废奴，因为他遇见此次决定可能会导致国家分裂。但在他的第三任妻子去世前不久，1842年他在第28届美国国会中谋求连任但未能成功。

## 个人生活
波普一生中娶了三个社会关系良好的女人，并比她们都要长寿。1795年，他娶了安妮·亨利·克里斯蒂安（Anne Henry Christian，卒于1806年），她是肯塔基路易斯维尔的首批定居者之一的女儿、帕特里克·亨利的侄女。安妮去世后，他在担任美国参议院临时议长期间，于1810年再婚。这次他又娶了伊丽莎白·珍妮特·多尔卡斯·约翰逊（Elizabeth Janet Dorcas Johnson，卒于1818年），她是第一任美国驻英国总领事约书亚·约翰逊的女儿。她的妹妹路易莎是约翰·昆西·亚当斯的妻子。亚当斯当时是美国驻普鲁士公使，后来在约翰·波普的支持下成功竞选美国总统。在此期间，在妻子伊丽莎的建议下，波普在当时位于肯塔基州列克星敦边缘的地方建造了由美国著名建筑师本杰明-亨利-拉特罗伯设计的前卫豪宅，后称“波普别墅”。
在第二任妻子伊丽莎去世后，波普辞去了肯塔基州州务卿（在加布里埃尔·斯劳特州长领导下）和特兰西瓦尼亚大学法律教授的职务，1820年他搬到肯塔基州斯普林菲尔德。华盛顿县的弗朗西丝·沃特金斯·沃尔顿夫人（1772-1843）是春田市的创始人、州政治家马修·沃尔顿将军的遗孀。在她与约翰·波普结婚时，沃尔顿夫人已经是该州最富有的人之一。
婚后，波普住在妻子的家中（沃尔顿庄园），并在豪宅前的老砖平房里从事法律工作。1829年女儿出嫁时，他卖掉了一直出租的波普别墅，他把沃尔顿庄园卖给了女婿约翰·沃特金斯·科克（John Watkins Cocke）。然后，波普和她的妻子搬到了阿肯色州，在那里他担任领土总督。直到1835年，他和妻子再次返回斯普林菲尔德，在那里他们为自己建造了一座新房子。这座较小的房子也被列入了国家历史名胜古迹名录。
他也是早期伊利诺伊领地著名人物纳撒尼尔·波普的兄长，也是内战联盟将军约翰·波普的叔叔、伊利诺伊早期政治家丹尼尔·波普·库克的舅舅。

## 逝世与遗产

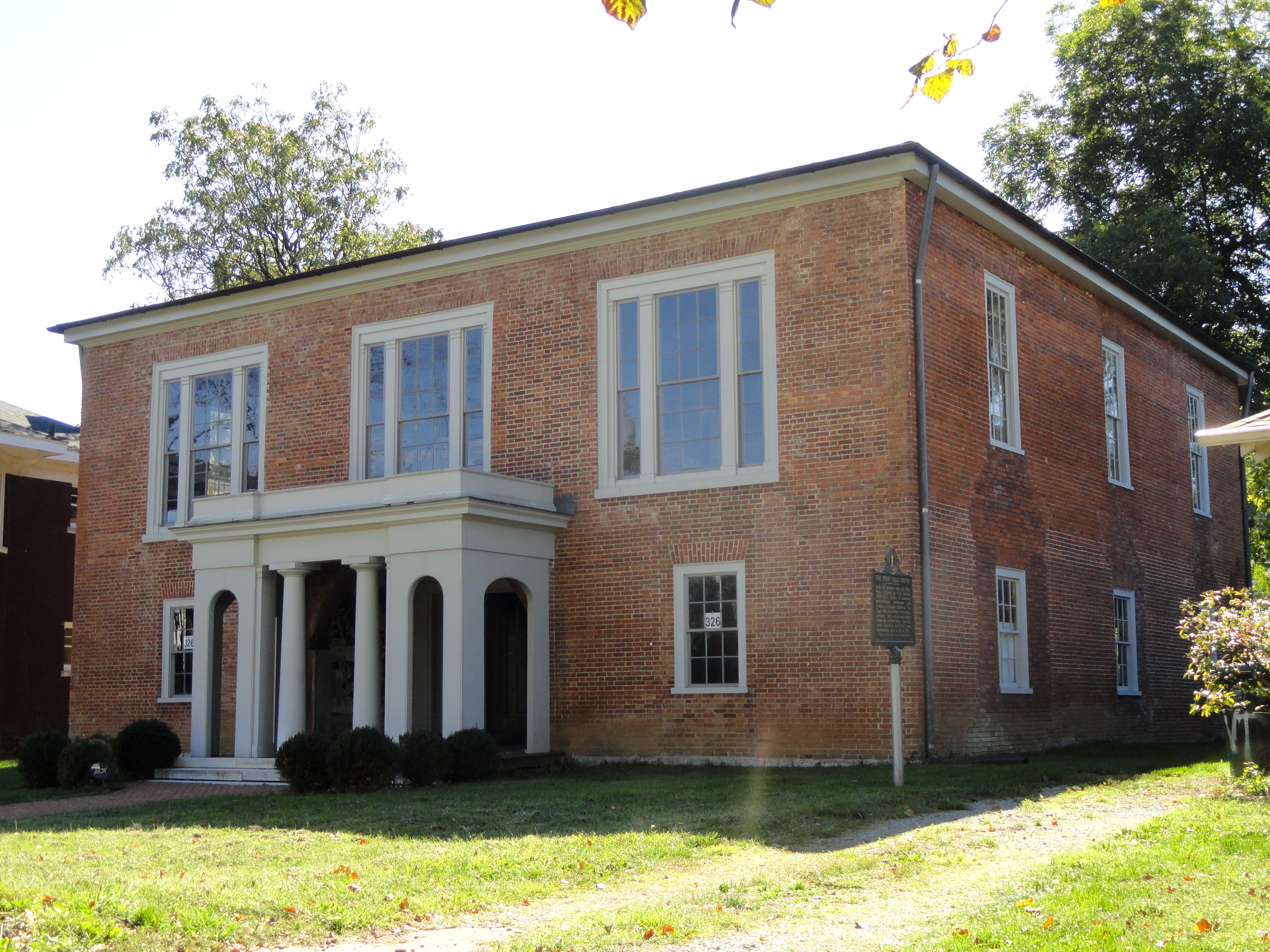
波普别墅，2018年收入国家史迹名录

1845年7月12日，约翰·波普在肯塔基州斯普林菲尔德去世，死后葬于斯普林菲尔德公墓。
肯塔基州列克星敦的波普别墅是建筑师本杰明·拉特罗布为约翰·波普和他的妻子伊丽莎建造的，它是美国现存的三座拉特罗布建筑之一。2018年，该建筑也被收入国家史迹名录。
为纪念他对阿肯色的贡献，阿肯色州的波普县以他命名。

## 相关
- 托马斯·S·辛德（英语：Thomas S. Hinde），波普的挚友及参谋。

## 延伸阅读
- Allen, William B. . Bradley & Gilbert. 1872: 370–372  [2008-11-10].
- Baylor, Orville W. . Filson Club History Quarterly. April 1941, 15 (2)  [2011-11-30]. （原始内容存档于2012-05-02）.